# Soria Zeroual
Soria Zeroual (sinh ngày 14 tháng 5 năm 1970) là một nữ lao công người Algeria và nữ diễn viên không chuyên nghiệp. Zeroual đã sống ở Pháp từ năm 2002. Cô đóng vai trò tiêu đề trong bộ phim Fatima, do Philippe Faucon đạo diễn. Cô được đề cử giải thưởng César cho Nữ diễn viên xuất sắc nhất cho vai diễn trong phim.